# Daniel Poyatos
Daniel Poyatos (Barcelona, 23 juni 1978) is een Spaans voetbaltrainer.

## Carrière
In 2020 werd Poyatos trainer van Panathinaikos FC. Hij tekende in 2021 bij Tokushima Vortis in de J1 League. In 2022 degradeerde de club naar de J2 League. Hij tekende in 2023 bij Gamba Osaka in de J1 League. In 2024 haalde de ploeg de finale van de Beker van de keizer.